# Petrus Presser
Petrus Presser, född 17 december 1716 i Linköpings församling, Östergötlands län, död 23 augusti 1794 i Malexanders församling, Östergötlands län, var en svensk präst. 

## Biografi
Petrus Presser föddes 1716 i Linköping. Han var son till färgaren Daniel Presser och Maria Sandelius. Presser blev 1738 student vid Uppsala universitet. Han prästvigdes 8 juli 1753. Presser blev 7 oktober 1767 komminister i Tidersrums församling. 23 september 1778 blev han kyrkoherde i Malexanders församling. Presser avled 1794 i Malexanders socken.

### Familj
Presser gifte sig 18 december 1767 med Anna Margareta Juringius (1740-1808). Hon var dotter till kontraktsprosten Zacharias Juringius i Västra Eneby socken.